# Janusz Czerniszewski
Janusz Czerniszewski (ur. 5 sierpnia 1957) – polski bokser, dwukrotny mistrz Polski.
Był mistrzem Polski w wadze ciężkiej (do 91 kg) w 1983 i 1986, wicemistrzem w wadze półciężkiej (do 81 kg) w 1980 i 1981 oraz w wadze ciężkiej w 1982 i 1987, a także brązowym medalistą w wadze półciężkiej w 1978 oraz w wadze ciężkiej w 1984 i 1985. Był również mistrzem Polski juniorów w wadze ciężkiej w 1975 oraz młodzieżowym mistrzem Polski w tej kategorii w 1976 i wicemistrzem w 1977.
Zdobył drużynowe mistrzostwo Polski z Legią Warszawa w latach 1980, 1981/1982, 1982/1983, 1984, 1985 i 1986.
Zajął 3. miejsce w Mistrzostwach Armii Zaprzyjaźnionych w wadze półciężkiej w 1977 w Hawanie oraz 2. miejsce w tej wadze w 1981 w Peczu i również 2. miejsce, ale w wadze superciężkiej (ponad 91 kg) w 1987 w Rostowie nad Donem.
Zwyciężył w wadze ciężkiej w Turnieju im. Feliksa Stamma w 1983 oraz w turnieju „Laur Wrocławia”  w wadze półciężkiej w 1979 i 1980.